# Yoann Barbereau
Pour les articles homonymes, voir Barbereau.
Œuvres principales
Dans les geôles de Sibérie (2020)
Yoann Barbereau, né le 8 juin 1978 à Nantes, est un écrivain et traducteur français, connu pour avoir été la victime d'un kompromat russe.

## Biographie
Dans son premier livre publié (Dans les geôles de Sibérie, en 2020), Yoann Barbereau donne quelques éléments de sa biographie. Il est l’aîné d’une famille de trois enfants, son père était professeur de tennis, sa mère éducatrice spécialisée en protection de l'enfance.
Il a grandi à Sainte-Luce-sur-Loire, près de Nantes. Il commence à écrire très tôt (des nouvelles, des débuts de roman), « mais avec l’inhibition de ceux qui ont beaucoup lu ».
Il étudie la philosophie à l’université de Nantes, puis à l’université Paris I Panthéon-Sorbonne où il entreprend une thèse sur l’esthétique du philosophe américain John Dewey (L’art comme expérience). En 2003, rattrapé par ce qu’il nomme son « tropisme vers l’Est », il s’installe en Russie et contribue à fonder l’Alliance française de Rostov-sur-le-Don. Il organise des rencontres littéraires et artistiques, il monte une troupe de théâtre,. De retour en France, il donne des cours d’histoire de l’art et d’histoire de la littérature, « il signe des textes pointus dans des revues exigeantes ». Il a collaboré notamment avec Art Press, la Revue d’esthétique, la revue Nu(e), Place de la Sorbonne, Place publique,,,,,.
En 2011, il est nommé directeur de l’Alliance française d’Irkoutsk, en Sibérie orientale. Il devient alors contractuel du ministère des Affaires étrangères.

## Emprisonnement
Le 11 février 2015, la vie de Yoann Barbereau bascule. Victime d’un kompromat, il est arrêté brutalement chez lui par dix agents cagoulés du FSB sous les yeux de sa fille et de son épouse russe dont il est en train de divorcer.
Faussement accusé d'avoir commis des actes pédocriminels et d'être un conjoint violent, il est torturé puis incarcéré à la prison centrale d'Irkourtsk où il reste 72 jours,. Plus tard, il sera interné durant 3 semaines en hôpital psychiatrique, dont la direction, malgré les pressions du FSB, conclura à l'absence de besoin d'un traitement. Il est par la suite assigné à résidence sous contrôle d’un bracelet électronique,.

## Évasion
Malgré les assurances de l'ambassade de France en Russie et du ministère des Affaires Étrangères français qui assurent que le procès sera annulé, Yoann Barbereau reçoit à l'inverse de ses relations amicales et contacts russes des informations l'invitant à la prudence.
En février 2016, il se rend compte par hasard que son bracelet électronique peut être neutralisé grâce à une enveloppe métallique comme l'aluminium placé autour.
En juin 2016, malgré les affirmations rassurantes des autorités françaises, son procès est ouvert par la justice russe et se déroule à huis clos. Conscient des risques, il se présente comme la victime d'une machination et en dénonce le fonctionnement. En effet, le parquet russe gagne 99% de ses procès qu'il engage contre les accusés.
Le dimanche 11 septembre 2016, il prend la décision de disparaitre de sa résidence surveillée en prenant soin de placer son portable dans un bus à destination de la Mongolie pour égarer ses éventuels poursuivants. Il parvient à gagner l'ambassade de France à Moscou où il reste enfermé pendant une année entière. Les autorités russes sont informées par le Quai d'Orsay de sa présence,.
Le 15 décembre 2016, la justice russe le condamne par contumace à 15 ans de camp de travail.
Le 5 novembre 2017, il quitte l'ambassade de France et le 7 novembre 2017, il parvient à l'aide d'une ressortissante russe à franchir de nuit, à pied et dans des conditions difficiles, les 10 kilomètres qui séparent la frontière estonienne de la Russie. Il est alors repéré par les autorités estoniennes qui le placent en détention pendant 48 heures.
Le 9 novembre 2017, il est interrogé par Élise Lucet sur le plateau de l'émission Envoyé spécial au lendemain de son retour en France et ce grâce à l'enquête à son sujet du journaliste Tristan Waleckx qui s'intéresse à son cas malgré les avertissements du Quai d'Orsay ,. De nombreux reportages lui sont consacrés dans les semaines et les mois qui suivent.
Le 11 février 2020 paraît l'ouvrage Dans les geôles de Sibérie. Le livre connaît une large couverture médiatique et une des meilleures réceptions critiques de la rentrée littéraire de janvier 2020,,,. Traduit dans plusieurs langues, il rencontre un large public (Livres Hebdo le classe parmi les « phénomènes de vente ») puis sort en poche chez Gallimard en 2021. Quelques mois plus tard, les éditions Joca Seria publient le Journal de prison du poète russe Igor Gouberman, traduit par Yoann Barbereau lors de sa détention.
En avril 2020, le tribunal administratif condamne l’État français à indemniser Yoann Barbereau pour les préjudices qu'il a subis, faute d'avoir assuré la protection de son agent en l'absence de faute personnelle de celui-ci.
Après son évasion de Russie, Yoann Barbereau est visé par une notice rouge d'Interpol, que l’organisation de coopération policière internationale annule en août 2020, relevant le caractère politique et manipulatoire de la procédure judiciaire russe.
Le livre audio Dans les geôles de Sibérie, lu par l’auteur, paraît au mois de février 2021. Une version Folio (Gallimard) paraît en avril 2021.
Dans un arrêt du 20 juillet 2021, la Cour européenne des droits de l'homme (CEDH) condamne la Russie et constate la violation de la Convention européenne de sauvegarde des droits de l'Homme et des libertés fondamentales dans la procédure opposant Yoann Barbereau à l’État russe ,,.

## Analyse
Au cours de l'émission Affaires Sensibles du 4 octobre 2021 sur France Inter où il est invité, Yoann Barbereau revient sur les vraies raisons potentielles de son emprisonnement et du kompromat à l'origine.
Il attribue l'action à son encontre à un mélange de facteurs et une action opportuniste interne des services secrets russes : d'une part, sa grande visibilité auprès des autorités politiques d'opposition, mal vue du pouvoir central russe, d'autre part, son divorce, et enfin la crise des navires Mistral, que la France a refusé de transférer à la Russie à la suite de l'invasion par cette dernière de la Crimée en février 2014.
Il dénonce également l'incompétence, l'entre-soi et les actions de la diplomatie française, qui cherche davantage à protéger ses propres intérêts plutôt que ses ressortissants dont elle est en principe en charge.

## Style littéraire et influences
Dans les geôles de Sibérie est un « livre exceptionnel non seulement par l’histoire qu’il raconte, mais par ses qualités proprement littéraires », selon le poète et philosophe Jean-Claude Pinson. Car, analyse-t-il :
« Constamment, mezzo voce, la littérature hante, innerve tout le livre. La littérature française bien sûr, de Villon à Aragon, mais aussi la littérature russe. Quelque chose, dans le regard de l’auteur semble venir de celui, si empathique, que Tchekhov sait porter sur les plus démunis. Béhémoth, le chat noir de Boulgakov, celui du Maître et Marguerite, hante aussi de son ombre diabolique tout le livre. En filigrane, c’est également toute la poésie russe qu’on entend dans ces pages, celle qui résonne par exemple dans ce quatrain de Batiouchkov : Ô mémoire du cœur ! Tu es plus forte

Que mémoire triste de la raison.

Souvent ton charme et ta douceur ressortent      

Dans les pays aux lointains horizons,. »

Dans Le Masque et la Plume, Arnaud Viviant décrit Dans les geôles de Sibérie comme « un roman d'aventure, un livre sensible sans sentimentalisme, plein d'humour, mais aussi un grand livre sur la littérature russe ». Parmi ses sources d’inspiration et ses influences, Yoann Barbereau mentionne en effet des auteurs comme Alexandre Pouchkine (le titre « Dans les geôles de Sibérie » viendrait du poème "Au fond des mines sibériennes" que le poète écrit à ses amis en Sibérie), Anton Tchekhov, Lioudmila Oulitskaïa ou encore Varlam Chalamov. L’œuvre de Mikhaïl Boulgakov occupe une place à part. Le personnage du chat Béhémoth est comme sorti du livre de Boulgakov (Le Maître et Marguerite) pour connaître une nouvelle vie dans celui de Barbereau. Lorsque ce dernier part en cavale sur les routes de Sibérie, il prend l'identité de Landov (une anagramme de Woland, le personnage du diable dans Le Maître et Marguerite).
Dans le supplément « livres » du journal Le Monde, Benoît Vitkine évoque un « ouvrage inclassable », mais qui s'inscrit en partie « dans la longue lignée des récits de prison (de Dostoïevski à Dovlatov, en passant par H. Leivick, Soljenitsyne et Chalamov), ce genre typiquement russe, qui transforme l’enfermement en une exploration de l’âme humaine ».
Dans l'émission La Grande Librairie, François Busnel relève l’alternance et le croisement de deux écritures : « un style parfois métaphorique, lyrique, à la limite du baroque » et « un style sec, chirurgical, extrêmement précis, avec des phrases très courtes ». Sous la plume de l'auteur transparaît constamment « à la fois la justesse d’un regard et d’une phrase en même temps que le courage, la droiture et l’humanité d’un homme résolu, dans l’adversité, à sauver son honneur et à recouvrer sa liberté. ».
La proximité de Yoann Barbereau avec la pensée du philosophe Vladimir Jankélévitch est rapportée par Adèle Van Reeth.
Yoann Barbereau est le préfacier de la traduction russe des Vies minuscules et de Corps du roi de Pierre Michon.

## Publications
- Dans les geôles de Sibérie, Stock (2020)  (ISBN 978-2-234-08616-6 et 2-234-08616-7) ; Gallimard « Folio » (2021)  (ISBN 978-2-07-290711-1 et 2-07-290711-X)
- Portraits de Yana, Stock (2023)  (ISBN 2234093015 et 9782234093010)
- En mer d'Iroise avec Anton, Éditions Pneumatiques (2024) (ISBN 978-2-490-46159-2)

Traduction :
- Journal de prison, de Igor Gouberman, traduction Yoann Barbereau et Mila Marininskaïa, postface de Yoann Barbereau, Joca Seria (2020)  (ISBN 978-2-84809-331-4)

### Ressources radiophoniques
- Élodie Font, « Yoann Barbereau : "J'avais pris l'habitude de sortir les mains dans le dos comme en prison" » [audio], émission Chacun sa route (55 min), France Inter, 29 juillet 2020.
- Fabrice Drouelle, « Yoann Barbereau, aller-retour en Sibérie » [audio], émission Affaires sensibles (54 min), France Inter, 4 octobre 2021.
- Sonia Kronlund, « Kompromat » [audio], émission Les Pieds sur terre (29 min), France Culture, 13 septembre 2022.